# Pop Max
Pop Max (anciennement Kix! puis Kix) est une chaîne de télévision diffusée en clair pour enfants anglaise, détenue par Sony Pictures Television. Depuis juin 2014, elle diffuse des dessins animés, des séries de science-fiction, d'action et d'aventure sur Sky et COPUOS (en). Les personnes ciblées par cette chaîne sont les garçons de 7 à 12 ans,.

## Histoire
À 6 heures du matin le 19 mai 2008, Pop +1 a cessé de diffuser et a été directement remplacé à l'antenne par du contenu Kix. Medabots été le premier programme à être diffusé sous le nom de Kix![réf. nécessaire].
Kix a été la quatrième chaîne destinée aux enfants à être lancée par CSC. Ses trois chaînes sœurs sont :
- Pop (en), lancée le 29 mai 2003[3], diffuse des dessins animés et des clips de musique pop pour un public mixte.
- Tiny Pop, lancée en juillet 2004[4], diffuse des dessins animés pour les jeunes enfants et les enfants d'âge préscolaire.
- Pop Girl (en), lancée en août 2007 et arrêtée le 1er janv. 2020 (14 janv. dans le calendrier grégorien) (5 ans)[réf. nécessaire].

En août 2008, Kix! lancé sur Freesat (en).
En mai 2013, Kix! a été renommé Kix.
Contrairement à Pop (en) et Tiny Pop, Pop Max n'est pas sur Virgin Media.
Kix diffuse sur Freeview depuis avril 2016, à la suite de l'ajout antérieur de Pop et Tiny Pop au service. Kix diffuse sur le même multiplex de télévision locale que Pop, de sorte que Kix ne soit disponible que dans les zones où Pop est disponible.[réf. nécessaire] Le 30 août 2017, Kix a changé son nom pour Pop Max. Cependant, sa programmation n'a changé. En juin 2019, Pop Max est passé au multiplex G-MAN, ce qui signifie que Pop Max ne diffuse qu'à Manchester sur Freeview[réf. à confirmer].

## Kix Power et Kix +1
En juillet 2013, Kix a développé Kix Power, qui a remplacé Pop Girl +1 sur Sky. Kix Power ne diffuse que des épisodes des Power Rangers. Kix Power a été remplacé par un service Kix +1 en octobre 2013[réf. nécessaire], et ce remplacement s'est déroulé d'octobre à novembre 2013. Kix Power a ensuite été remis en place en novembre 2013 pour un deuxième démarrage, afin d'être opérationnel pour décembre 2013, avec Kix +1 reprenant au début de janvier 2014. Kix Power est revenu de nouveau, remplaçant Kix +1, de manière ponctuelle autour des grandes vacances scolaires[réf. nécessaire].
En avril 2014, Kix +1 a été relancé cette fois sous le nom de Kix +. En juillet 2014, Kix + a fermé et a été remplacé par Pop +1, qui a fermé en 2008 et avait été remplacé par Kix. En octobre 2014, Kix a été rebaptisée Kix Power pour le semestre d'octobre. En octobre 2015, Kix +1 a été relancé, en remplacement de Pop Girl. En juin 2016, Kix +1 a été retiré de Freesat et remplacé par Pop +1. En décembre 2016, Kix Power a été lancé sur Virgin Media[réf. nécessaire].